# Бизнес-коучинг
Бизнес-коучинг (англ. Business — бизнес, предпринимательство, и англ. coaching — инструктирование, наставничество, тренировка, занятия с репетитором) — система профессиональных взаимоотношений между специалистом по развитию и росту бизнеса, а также повышение мотивации (коучем) и клиентом (коучи), выражающаяся в поддержке и сопровождении человека до получения им необходимого результата в соответствии с его потребностями и целями.
Коучинг, как направление деятельности и консультирования, основанное Т. Голви,  выделился из спорта и затем долгое время использовался в менеджменте, получив название бизнес-коучинг (англ. business coaching).

## Определение
Бизнес-коучинг поможет спланировать и определить приоритеты целей и стратегий, необходимых для продвижения бизнеса к цели. Специалист встречается с владельцем бизнеса регулярно, еженедельно или ежемесячно, чтобы следить за выполнением обязательств, взятых на себя во время предыдущей коуч-сессии.
Работа с коучем полезна для владельцев малого и среднего бизнеса, где весь бизнес контролируется и управляется зачастую одним человеком. Именно поэтому задача коуча уделить внимание анализу решений руководителя, а также связи принятых решений и личной жизни, которая почти всегда влияет на повороты всего бизнеса. Часто бизнесмены не отделяют работу от отдыха, друзей от коллег, поскольку их дело и полученные результаты напрямую влияют на их жизнь и жизнь их близких.
Специалист по коучингу помогает отследить и измерить прогресс, создавая ключевые показатели эффективности (KPI), который сложно зафиксировать, если действовать самостоятельно. Когда путь к достижению цели прозрачен, это делает человека, который отвечает за ее достижение, очень ответственным.
Работа может быть групповой или индивидуальной. Частота сессий определяется поставленными задачами. Коуч-сессии могут планироваться  на несколько месяцев или даже лет, если задачи поставлены амбициозные. Каждая встреча начинается с обсуждения уже проделанной работы, затем намечается план на следующий этап.

## Виды бизнес-коучинга
Процессы, используемые для того, чтобы перевести бизнес из того состояния, в котором он находится сейчас, в то, в котором владелец бизнеса хочет его видеть протекают в нескольких плоскостях. В связи с этим в бизнес-коучинге выделяется несколько направлений.

### Корпоративный коучинг
Бизнес-коучи работают с представителями корпораций для достижения следующих целей: 
- развитие, создание и определение четкого видения управляющими менеджерами корпоративных целей и способов их достижения с помощью технологий коучинга и как следствие систематизация системы управляемости в компании (проводится после интервьюирования управляющих менеджеров);
- обучение управляющих менеджеров навыкам и мастерству коуч-технологий;
- внедрение в компании системности и управляемости на основе коуч-технологий среди менеджеров всех уровней управления;
- совершенствование инструментария работы со своей командой с целью достижения корпоративных целей на основе коуч технологий;
- создание корпоративной культуры на основе коуч-технологий;
- повышение эффективности и результативности на основе коуч-технологий.

### Коучинг для руководителей
Обычно это узкоспециализированный коучинг для руководителей по отдельным бизнес-вопросам на основе обучения:
- коучинг по новому бизнесу;
- коучинг по преобразованию бизнеса;
- коучинг по финансам в бизнесе, развитие корпоративных стандартов, выбор и наследование зарубежного опыта;
- коучинг по выгодному  партнерству;
- коучинг по построению деловых отношений;
- коучинг по маркетингу;
- коучинг по управлению персонала;
- коучинг по эффективной рекламе;
- коучинг по ценовой стратегии;
- и другое.

### Командный коучинг
Командный коучинг применяется для развития потенциала команд и организации в целом. Часто он проводится в формате тренинга и решает следующие задачи:
- командообразование;
- улучшение коммуникации между членами управленческих команд;
- выработка и/или корректировка стратегии;
- разрешение конфликтных ситуаций;
- генерация новых решений и идей[3].

## Модели коучинга
- ПРАВДА — модель коучинга для развития сотрудников и руководителей среднего звена, где:

П — Проблема и её осознание; Р — результат, который можно получить при устранении проблемы; А — анализ причин появления проблемы с точки зрения конкретного человека; В — Взгляды или что в моих убеждениях нужно изменить, чтобы добиться нужного результата; Д — действия, которые необходимо предпринять; А — анализ результативности нового типа поведения.
- GROW — модель коучинга для работы над достижением личных профессиональных целей и для постепенного изменения своей позиции в отношении этих целей.

Аббревиатура GROW определяет ключевые точки, через которые человек должен пройти вместе с наставником.
В каждой точке существуют определенные вопросы, которые коуч задает.
Цель (Goal):
- На какую тему хочешь поговорить?
- Какого результата ждешь впоследствии?
- Имея возможность исполнить любое своё желание, что бы ты предпочел?
- Реалистично ли оно на самом деле?
- Какие результаты нашей беседы тебе нужны, чтобы ты посчитал, что провел это время с пользой?
- Из происходящих в данный момент времени бесед, явлений, какие из них ты не захотел бы обсуждать и наблюдать?
- Какие явления/обсуждения ты бы предпочел понаблюдать?
- По окончании беседы, что бы ты решил изменить?
- Какого результата ты ждешь от беседы?
- Сможем ли мы достичь этого результата за предоставленное нам время?
- Назови самый отличный и полезный результат?

Реальность (Reality):
- В каком состоянии ты пребываешь в данный момент времени?
- Какие причины заставляют чувствовать себя так[как?]?
- Когда совершаются эти события[какие?]?
- Насколько часто они происходят в твоей жизни?
- Какой ты имеешь эффект[что?] от происходящего?
- Какие ещё факторы имеют отношение к этому?
- Кто ещё причастен к этим событиям?
- Что ты обдумал по этому поводу?
- Что совершено на данный момент из этого[чего?]?
- Какие последствия имели эти действия?

Возможность (Opportunity):
- Какие действия ты сможешь совершить, чтобы исправить ситуацию[какую?]?
- Какие у тебя еще есть альтернативы этому выбору?
- Назови возможности для таких действий, не зацикливаясь на их реальности
- Какие действия ты уже применял при подобной ситуации?
- Были ли решены эти проблемы в прошлом успешно?
- Какое решение увидел бы авторитетный для тебя человек?
- Хочешь ли ты услышать мое мнение по этому поводу?
- Каких вариантов придерживаешься ты?
- Назови преимущества и недостатки, которые скрыты при неглубоком обсуждении
- Какие из решений интересны тебе?
- Оцени свою личную заинтересованность в этих вариантах по 10-балльной шкале. Оценка должна быть не ниже 8, иначе тебе необходимо сократить объём и увеличить время. При повторной оценке ниже 8 от этих решений стоит отказаться.
- Какой из вариантов ты бы хотел осуществить на деле?

Намерение (Word):
- Какой будет первый шаг для осуществления данного варианта?
- Назови последующие твои действия
- В какое время конкретно ты их совершишь?
- Какие сложности могут тебе помешать?
- Какими способами ты будешь с ними справляться?
- В какой поддержке ты еще нуждаешься? Кто может её осуществить?
- Как и когда ты сможешь получить эту поддержку?

## Плюсы внедрения коучинга
- Повышение эффективности. Коучинг выявляет лучшие качества людей и команд, чего не происходит при традиционном инструктаже.
- Ускорение обучения. Коучинг ускоряет и улучшает обучение, дает возможность сотрудникам развиваться прямо на рабочем месте, не теряя времени и совмещая теорию и практику.
- Улучшение взаимоотношений. Коучинг подразумевает диалог и интерес к ответам собеседника, демонстрирующий, что человека ценят и уважают.
- Экономия времени начальника. Благодаря коучингу сотрудники становятся более самостоятельными и инициативными, а как следствие и лояльными, высвобождая время руководителя на подбор, обучение и плановую работу персонала.
- Больше креативных идей. Коучинг и создаваемая им атмосфера растят творческий потенциал всех членов коллектива: никто не боится насмешки или наказания.
- Оптимальное использование людей, навыков и ресурсов. Инвестиции в коучинг как технологии управления компанией возвращается уже с первого года обучения, адаптации и внедрения  в верхних уровнях иерархии компании.
- Большая гибкость, умение приспособиться к переменам.
- Уменьшение оттока ключевого персонала. Коучинг удерживает ведущих менеджеров.
- Усиленная мотивация персонала. Коучинг помогает каждому обрести мотивацию[5].